# Staré Hodějovice
Staré Hodějovice (en allemand : Hodowitz) est une commune du district de České Budějovice, dans la région de Bohême-du-Sud, en République tchèque. Sa population s'élevait à 1 319 habitants en 2023.

## Géographie
Staré Hodějovice se trouve à 5 km au sud-est du centre de České Budějovice et à 126 km au sud de Prague.

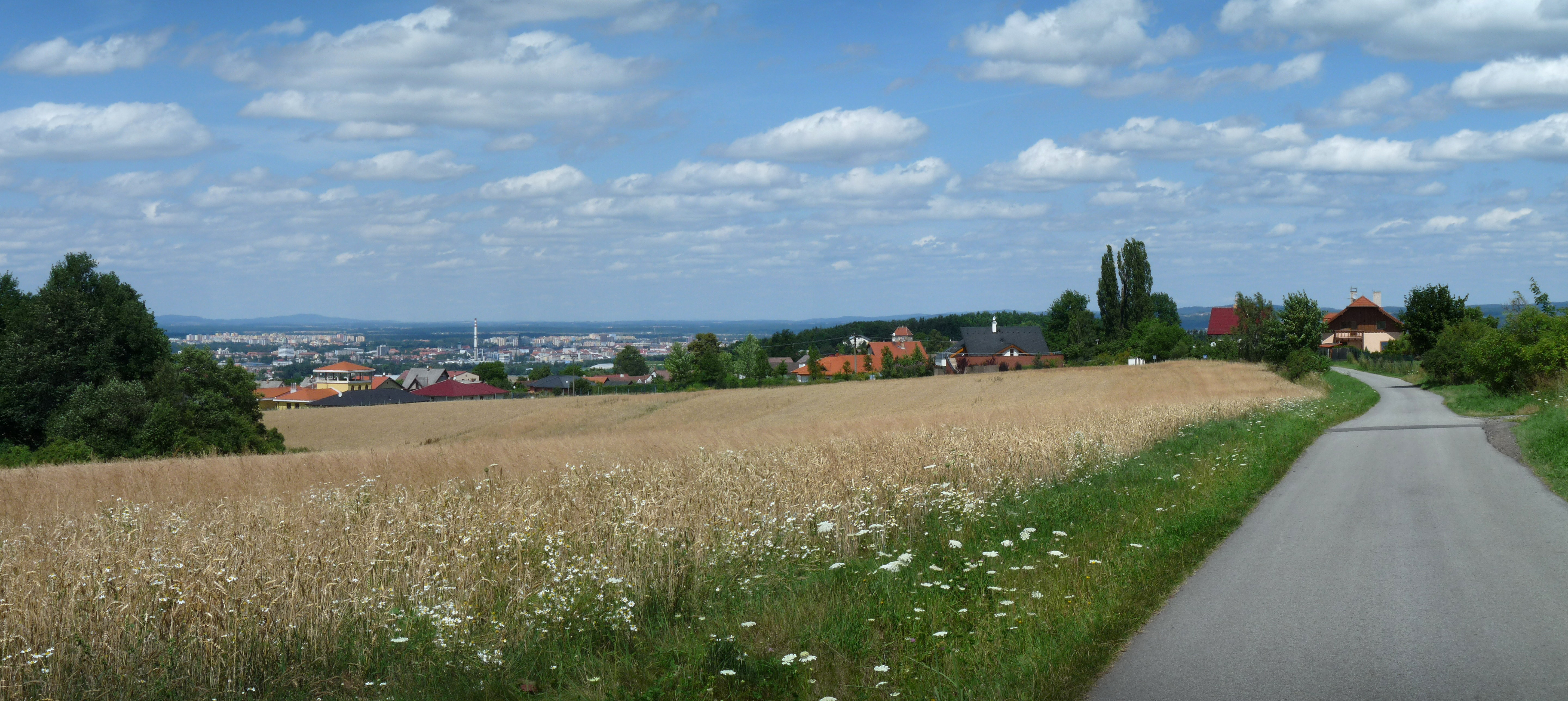
Panorama de Staré Hodějovice.

La commune est limitée par České Budějovice au nord, par Srubec au nord et à l'est, par Ledenice (district de České Budějovice) au sud-est, par Nová Ves, Doubravice et Vidov au sud, et par Roudné à l'ouest .

## Histoire
La première mention écrite du village date de 1407.

## Galerie

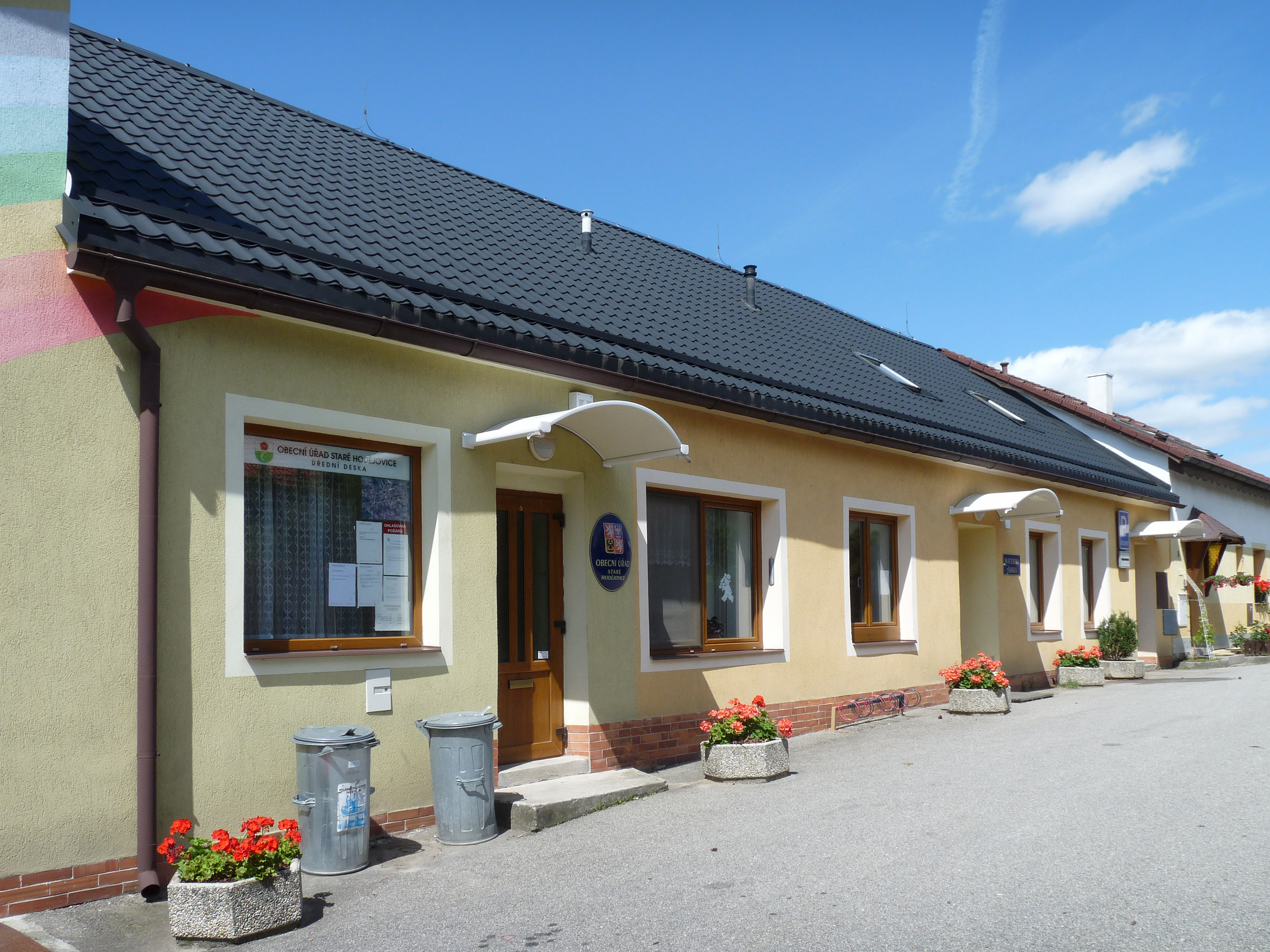
Nové Hodějovice : la mairie.
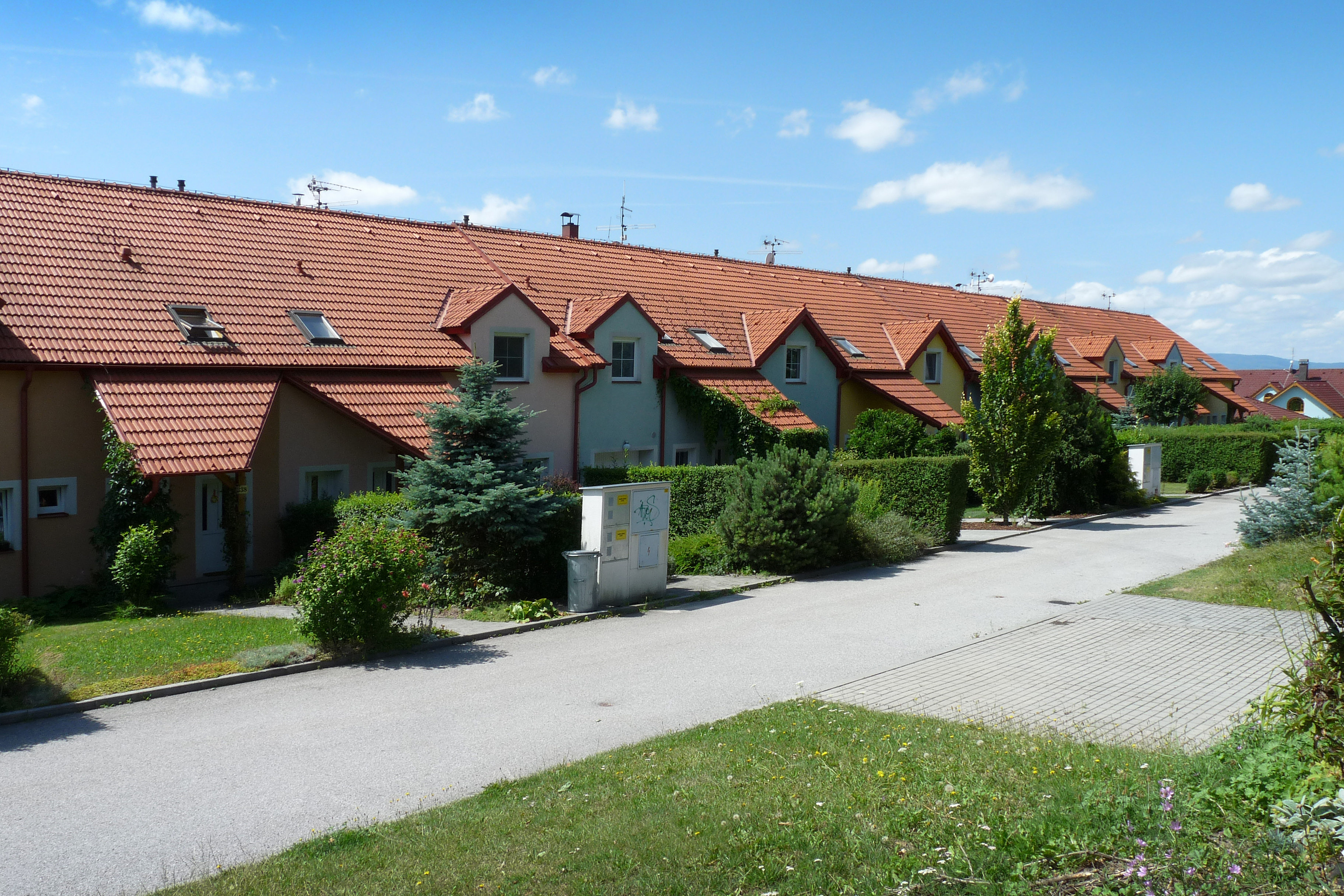
Maisons dans la rue Hodějovická.

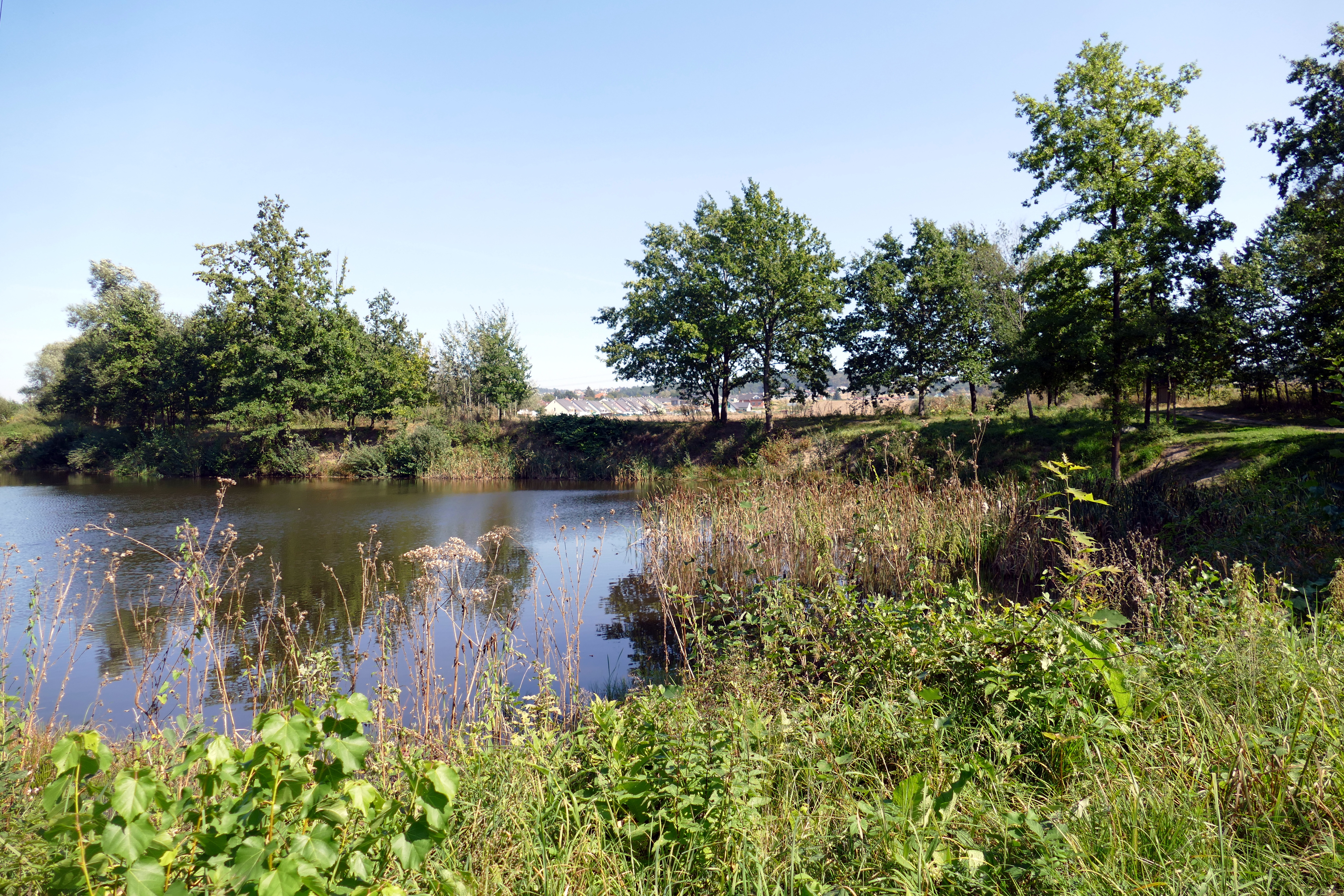
Tůně u Špačků : zone naturelle protégée.

## Transports
Par la route, Staré Hodějovice se trouve à 5,7 km de České Budějovice et à 155 km de Prague.